# Lusitanops blanchardi
Lusitanops blanchardi é uma espécie de gastrópode do gênero Lusitanops, pertencente a família Raphitomidae.